# وادي كحل (كحلان عفار)

تعديل مصدري - تعديل

وادي كحل هي إحدى قرى عزلة قيدان بمديرية كحلان عفار التابعة لمحافظة حجة، بلغ تعداد سكانها 56 نسمة حسب تعداد اليمن لعام 2004.